# 빙점 (1990년 영화)
"빙점"(氷点: Freezing Point)은 한국에서 제작된 김종식 감독의 1990년 드라마 영화이다. 임동진 등이 주연으로 출연하였다.

## 출연

### 주연
- 임동진
- 김영애
- 손창민
- 이미연
- 선우재덕